# За межею (фільм, 2021)
«За межею» (англ. Outside the Wire) — науково-фантастичний фільм 2021 року режисера Мікаеля Гофстрема. У ньому зіграв Ентоні Макі, у ролях також Емілі Бічем, Майкл Келлі та Пілу Асбек. Фільм вийшов на платформі Netflix 15 січня 2021 року, став першим повнометражним оригінальним фільмом Netflix з українським дубляжем та субтитрами.
Фільм зображає недалеке майбутнє, 2036 рік, у якому оператор дрона Гарп разом з військовим андроїдом Лео шукає в зоні військових дій між Україною та проросійськими бойовиками зброю, що загрожує всьому людству. Між тим з'ясовується, що Лео діє не цілком так, як передбачили його творці.

## Сюжет
У 2036 році в Україні триває військовий конфлікт між проросійськими бойовиками та місцевим опором. США посилає власні миротворчі сили для вирішення конфлікту. Під час військової операції команда морської піхоти США та роботи-солдати, що їх супроводжують, потрапляють у засідку. Попри наказ, оператор військового дрона Гарп запускає з цього дрона ракету. В результаті він рятує багатьох морських піхотинців, але двоє гинуть від вибуху ракети. За це його засилають до табору «Натаніель», де віддають в підпорядкування капітану Лео, котрий насправді є експериментальним військовим андроїдом.
Гарп і Лео отримують завдання завадити терористові Віктору Ковалю отримати контроль над мережею ядерних ракетних шахт системи «Периметр». Для цього обоє використовують прикриття в вигляді доставлення вакцин до табору біженців. Там Лео допитує пораненого проросійського бойовика з угрупування «Красних», але нічого не дізнається. Місцеві жителі влаштовують над бойовиком самосуд, а Лео радить не втручатися. Гарп відмовляється від виконання завдання, але андроїд переконує його, що самотужки Гарп тут довго не виживе.
На шляху до мети Лео схвалює рішення Гарпа про запуск ракети, адже Гарп вийшов за межі повноважень, щоб урятувати людей. Лео зізнається, що також здатен діяти на свій розсуд. Дорогою крізь нетрі обоє виявляють гуманітарну вантажівку, яку місцеві жителі намагалися розграбувати. Робот застрелює місцевого жителя, що кинув у нього камінь, тому Лео віддає вантаж цивільним, щоб не допустити подальшого кровопролиття. Там же виявляються спільники Віктора Коваля, ватажка якого, Ошлака, вдається спіймати завдяки інформаторці Софії. Той зізнається, що продав росіянам роботів, а Коваль перебуває в банку, де сховано коди запуску ядерних ракет. Софія застрелює його, а Лео з Гарпом реквізують його автомобіль.
Гарп побоюється, що без підмоги не справитися, але Лео наполягає на продовженні завдання удвох. Він доручає Гарпу вирізати з його тіла радіомаячок, за яким росіяни можуть визначити андроїда. Досягнувши мети в будівлі банку, Гарп з Лео потрапляють у засідку «Красних». Гарп зв'язується з командуванням і просить про підмогу. Куплені бойовиками роботи ледве не вбивають Лео, але йому вдається знищити один ворожий механізм і забезпечити втечу Гарпу, після чого він береться за пошуки кодів. Прибуває поліцейський БМП з роботами, які встряють з «Красними» в перестрілку. Бойовики беруть заручників, Гарп залишається вести переговори, поки Лео поспішає на допомогу, але його підстрілюють. Прибулі роботи відкривають вогонь, Гарп рятує заручників, але декілька з них гинуть. Полковник Екгарт повідомляє, що підмоги не буде, а по банку готується ракетний удар.
Лео добуває коди й тікає з банку за мить до того, як ракета влучає в ціль. Андроїд каже Гарпу, що має власні плани щодо ракет і зізнається, що обрав для цієї місії саме Гарпа, бо він нестандартно мислить. Гарп розуміє, що Лео просив видалити не маячок, а пристрій, який обмежував самостійність. Лео ранить Гарпа та залишає його на узбіччі дороги, де його знаходять «Красні», що насправді виявляються людьми Софії.
Софія розповідає Гарпу, що Коваля не було в банку, а військові дії в Україні вигідні як Росії, так і США. Софія відпускає Гарпа та радить тікати додому. Тим часом Лео прибуває до Коваля та пропонує йому коди в обмін на ракети, якими він завдасть атаки по США для ескалації конфлікту. На питання від Лео нащо йому ракети, Коваль відповідає — щоб терором припинити всі війни. Після цього Лео вбиває Коваля з його спільниками.
Повернувшись на базу, Гарп розповідає про зраду Лео і як андроїд використав його. Гарп здогадується, що андроїд досі користується автомобілем Ошлака та відстежує його за допомоги операторки дронів Бейл. Екгарт доручає Гарпу проникнути до ракетної шахти, куди вирушив Лео.
Лео готує запуск ракети, тим часом Гарп дістається до шахти та кілька разів стріляє в андроїда, виводячи його з ладу. Проте підготовка запуску ракети триває. Лео зізнається, що його справжньою метою було провалити своє завдання, продемонструвавши непокору людям, спонукавши цим США припинити розробку автономних андроїдів, що стали б зброєю страшнішою за ядерну. Бейл атакує шахту з дрона, внаслідок чого шахта обвалюється і ракета знешкоджується.
Екгарт хвалить Гарпа, котрий, узявши автомобіль Ошлака, повертається на базу і потім вирушає додому.

## Акторський склад
- Ентоні Макі — Лео, військовий офіцер-андроїд
- Дамсон Ідріс — лейтенант Томас Гарп, оператор безпілотника
- Енцо Чіленті — Міллер, колишній командир Гарпа
- Емілі Бічем — Софія, очільниця проукраїнського опору, інформаторка місцевих сил США
- Майкл Келлі — полковник Екгарт
- Пілу Асбек — Віктор Коваль, проросійський терорист
- Крістіна Тонтері-Янґ — Бейл, операторка дронів

## Український дубляж
- Роман Чорний — Лео
- Дмитро Тварковський — Гарп
- Андрій Твердак — Міллер
- Наталя Романько-Кисельова — Софія
- Євген Пашин — Екгарт
- Петро Сова — Віктор Коваль
- Антоніна Хижняк — Бейл
- А також: Михайло Войчук, Вячеслав Скорик, Юрій Кудрявець, Роман Солошенко, Павло Голов, Едуард Кіхтенко, Володимир Канівець та Людмила Петриченко.

Фільм дубльовано студією «Postmodern» на замовлення компанії «Netflix» у 2021 році.
- Перекладач — Катерина Щепковська
- Режисер дубляжу — Людмила Петриченко
- Звукорежисер — Андрій Желуденко
- Звукорежисер перезапису — Юрій Антонов
- Менеджер проєкту — Олена Плугар

У вересні Netflix уклав партнерські угоди з українськими студіями дубляжу та озвучення: «Postmodern Postproduction» і «Так Треба Продакшн» про дубляж та адаптацію українською мовою. Фільм став першим повнометражним оригінальним фільмом, що з'явився на платформі з українським дубляжем та субтитрами.

## Назва фільму
Оригінальна назва фільму «Outside the Wire», є грою слів, «Think outside the box» — «Мислити нестандартно», і натяк на те, що поведінку робота визначено його будовою (колись програмування великих комп'ютерів здійснювалося перекомутацією потрібних регістрів за допомогою звичайних дротів), і те, що робот вийшов з-під контролю.
До виходу українського інтерфейсу Netflix і появи офіційної української назви «За межею», в українських масмедіа фільм отримав цілу низку варіантів локалізації англомовного «Outside the Wire» українською: «Треба відступати» «За огорожею», «Поза дротом», «Смертельна зона», «Стройовий коридор» тощо.

## Виробництво
Фільм анонсований в червні 2019 року. Ентоні Маккі зіграв головну роль і виступив продюсером, а Мікаель Гофстрем — режисером. Дамсон Ідріс та Емілі Бічем приєдналися до акторського складу наступного місяця. Майкл Келлі та Пілу Асбек підписали згодом. Фільмування розпочалося неподалік від Будапешта, через те що Будапешт нагадує Львів.
Українське видання: Знімання відбулося у Будапешті, там знімали місто Дніпро, хоча Будапешт нагадує Львів.

## Реліз
Фільм вийшов на Netflix 15 січня 2021 року.

## Відгуки
Загалом кінокритики негативно відгукнулися про стрічку «За межею». На Rotten Tomatoes фільм отримав оцінку 36 % на основі 55 відгуків від критиків (середня оцінка 4,8/10). Консенсус критиків вебсайту: «„За межею“ — прийнятна науково-фантастична принада, котра має достатньо екшену, щоб зацікавити глядачів, проте запам'ятати його вони навряд чи зможуть». На Metacritic середня оцінка фільму — 47 балів зі 100.

### Іноземні кінокритики
Роксана Гададі з Polygon підсумувала: «Упродовж першої години або близько того часу свого хронометражу „Outside the Wire“ здається набагато ціліснішим і менш улесливо патріотичним, ніж насправді… Які переваги є в тому, щоб бути людиною, і які недоліки? „Outside the Wire“ пропонує ці класичні жанрові питання, але не дає належних відповідей, і незадовільна м'якість його закінчення є невтішно прикрашеним висновком для такого фільму, що, маючи потенціал, міг би бути набагато претензійнішим».
Згідно з Бенджаменом Лі з «The Guardian», «Постійна мінлива динаміка між парою привертає нашу увагу набагато більше, ніж досить умовні бойові епізоди… Бездушність екшну, якого досить багато, можливо, ненавмисно працює на користь антивоєнних дебатів, які починають вирувати, демонструючи нам зациклену безглуздість всього цього… Тут сховано цікавіший фільм, і тільки маленькі самородки суперечок про військових і штучний інтелект тягнуть нас крізь роздутий, майже двогодинний хронометраж».

### Українські кінокритики
Ольга Дем'янчук з онлайн видання «Кореспондент» серед позитивних аспектів фільму виділила, що «…до дрібниць знімальна група підійшла уважно. Так, у фільмі багато табличок і написів українською мовою без помилок… Звучить українська мова і в розмовах місцевих жителів», однак також зауважила, що весь український антураж нагадує ранні 1990-ті роки, попри те, що на дворі вже 2036 рік.
Максим Голуб з онлайн видання «geek.informator.ua» позитивно відгукнувся на появу першого офіційного україномовного дубляжу кінофільму виробництва Netflix, зазначивши що «Outside the Wire — це перший художній фільм, у якому на старті присутній офіційний дубляж нашою рідною мовою. До цього цим могли похизуватися тільки декілька мультфільмів та документалка про наш Майдан „Зима у вогні“». Разом з тим Голуб підкреслював, що прямолінійний сюжет, слабка режисура, й посередні спецефекти роблять фільм доволі слабким; а факт того, що у фільмі бійці українського опору «часом говорять словами, що зараз можна почути з рупорів російської пропаганди» Голуб назвав одним з головних недоліків фільму.
Загалом українські кінокритики зазначили, що негативні змалювання України у фільмі лише шкодить її репутації. Однак, як зазначила кінокритик онлайн видання womo.ua Надія Купрієнко «радує тільки те, що фільм не видатний і особливого враження і впливу на суспільство він не справить». З нею погодилась і Анна Співак з «uainfo.org» та зазначила, що «кіношники перевершили себе та вирішили перетворити нашу державу на руїни. Скористалися нашою трагедією лише для того, щоб зняти прохідний безглуздий бойовичок. Україна для американців — лишень екзотика. […] Радує у цій всій історії тільки одне: вже за кілька місяців про цей непотріб навряд чи хто згадає».